# Afromochtherus fanovanensis
Afromochtherus fanovanensis là một loài ruồi trong họ Asilidae. Afromochtherus fanovanensis được Bromley miêu tả năm 1942.